# مار دشتی
 مار دشتی(نام علمی: Coluber ventromaculatus) نام یک گونه از تیره قمچه‌ماران است.